# Codex Ambrosianus
El Codex Ambrosianus és un còdex que recull cinc manuscrits diferents amb fragments de la Bíblia copiats entre els segles VI i XI. La seva importància rau en el fet de compilar històries en diversos alfabets i idiomes, fet que ajuda al comparatisme lingüístic a progressar en la història de la llengua dels idiomes allà representats, essent el més important el gòtic.